# Лисички (Ставропольский край)
Лиси́чки — хутор в Грачёвском районе (муниципальном округе) Ставропольского края России.

## География
Расстояние до краевого центра: 42 км.
Расстояние до районного центра: 5 км.

## История
В 1924 году в Лисичке образовано сельскохозяйственное товарищество им. Калинина.
В 1925 году в хуторе Лисичка Ставропольского района Ставропольского округа Северо-Кавказского края насчитывалось 49 дворов и 288 жителей (137 мужчин и 151 женщина).
По итогам переписи 1926 года по Северо-Кавказскому краю, поселение Лисичка состояло из 52 хозяйств и 264 жителей (114 мужчин и 150 женщин), из которых 250 человек — русские и 14 человек — украинцы.
До 16 марта 2020 года хутор входил в состав сельского поселения Грачёвский сельсовет.

## Население
| 1925 | 1926 | 1989 | 2002 | 2010 | 2014 |
| ---- | ---- | ---- | ---- | ---- | ---- |
| 288  | ↘264 | ↘69  | ↗135 | ↘123 | ↘100 |

По данным переписи 2002 года в национальной структуре населения преобладают русские (61 %).
В 1925 году в 288 жителей (137 мужчин и 151 женщина).
По итогам переписи 1926 года 264 жителя (114 мужчин и 150 женщин), из которых 250 человек — русские и 14 человек — украинцы.